# Дамара (город)
Дамара — город в Центральноафриканской Республике, в префектуре Омбелла-Мпоко, где является центром одной из её четырёх субпрефектур. Население — 9117 чел. (2021).

## География и климат
Город расположен на юге страны, примерно в 70 км от границы с Демократической Республикой Конго и от столицы ЦАР, Банги (по прямой; по автодороге — от 78 до 85 км).
| Показатель                                           | Янв. | Фев. | Март | Апр. | Май  | Июнь | Июль | Авг. | Сен. | Окт. | Нояб. | Дек. | Год  |
| ---------------------------------------------------- | ---- | ---- | ---- | ---- | ---- | ---- | ---- | ---- | ---- | ---- | ----- | ---- | ---- |
| Средний суточный максимум, °C                        | 33,5 | 34,8 | 33,8 | 33,1 | 32,0 | 30,6 | 29,7 | 30,0 | 30,6 | 31,1 | 31,7  | 32,7 | 32,0 |
| Средняя температура, °C                              | 25,7 | 26,8 | 27,0 | 26,9 | 26,2 | 25,3 | 24,4 | 24,6 | 25,1 | 25,4 | 25,2  | 25,2 | 25,7 |
| Средний суточный минимум, °C                         | 17,9 | 18,8 | 20,3 | 20,7 | 20,5 | 19,9 | 19,1 | 19,7 | 19,7 | 19,8 | 18,8  | 17,7 | 19,4 |
| Норма осадков, мм                                    | 16   | 34   | 94   | 108  | 157  | 154  | 202  | 232  | 199  | 194  | 76    | 25   | 1491 |
| Источник: http://en.climate-data.org/location/44922/ |      |      |      |      |      |      |      |      |      |      |       |      |      |

## Население
Численность населения города растёт с перепадами: если в 1988 году здесь проживало 10 600 человек, в 2003 — 6196, то в 2013 — 9266.

## История
С 1960 года — в составе независимой Центральноафриканской Республики. В конце 2012 года в ходе Гражданской войны в Центральноафриканской Республике Дамара стала ареной боёв между правительственными войсками и мятежниками; город превратился в ключевой пункт, в случае захвата которого перед повстанцами была бы открыта прямая дорога на столицу страны. 22 марта 2013 года силы повстанцев заняли Дамару, после чего начали штурм столицы страны.